# 金秀瑶变
金秀瑶变，在中国大陆史学界称为桂东北瑶民起义，是指在1932年到1933年间，广西省东北部金秀、全县（今全州县）、兴安、龙胜、灌阳等县的瑶族居民反抗新桂系军阀的统治的暴动，第一次暴动发生于1932年10月至年底间，没有明确的起止时间，第二次暴动则发生在1933年1月31日至4月1日，为其40天。由于此次暴动发生在以金秀县为中心的桂东北广大瑶民聚居地，故称为“金秀瑶变”。但实际上金秀瑶民在此次暴动中并没有其他县的瑶民激烈。

## 背景
瑶族居民散居在湖南，贵州，广西，云南和东南亚等地。瑶族虽然和汉族杂居，在历史上受到“华夷之辨”的影响，深受汉族歧视，加之汉瑶经济状况发展之不平等和瑶族封建土司和地方政府的多重盘剥，瑶族生活十分困难。
新桂系当局对这一局面也有认识，广西省政府民政厅所发布的《绥靖兴，全，灌，龙瑶变始末》中指出：“在此重重政治之诛锄，经济之掠夺，与一切豪滑俎侩之侵渔欺辱之下，固无彼族生存之余地”。
而《七十团第一营参与龙胜一隅平瑶经过》一文也指出：“汉人视彼为未开化之人，不独交易占尽便宜，更从而欺凌之，狎辱之，官府以其为化外之人，不加保护，以至积恨成仇，早有乘机待发之意”。
据当时广西省政府民政厅之统计，地方政府和瑶族土司摊派到瑶民身上捐税约占每户瑶民年收入的三分之一以至二分之一。民国政府和瑶族封建土司的双重压榨之下，必然会引起瑶民的强烈反抗。

## 事变经过
1932年1月，兴安瑶民中出现谣言，桐木江一带将会出现瑶王，要求各地瑶民朝觐。10月间，全县桐木江边的瑶民凤福林自称瑶王，聚众暴动。集中了两千多人围攻罗家评民团，随后又进攻黄牛市（一个圩场）。 桂东北瑶民大有响应之势。
新桂系首先采取的是绥抚政策，先后派出全县县长，区长，乡绅等人前往“劝慰”，后又派出桂东北民团区指挥官张淦前往宣慰，处决了全县的几个汉族土豪劣绅，以平瑶民之愤。同时又宣布善后八条，要求暂时以瑶民为区长，收编瑶族武装，劝导瑶民剃发易服，兴学通婚，文明开化，但被暴动瑶民拒绝。新桂系后采取谈判的方式诱骗暴动瑶民首领凤福林出山，随后将其逮捕处决。暴动瑶民失去领导，遂溃散，第一次瑶民暴动失败。
1933年1月31日，桐木江瑶民凤福山等人利用瑶民觐见瑶王及打蘸（瑶族仪式）之期，聚集二万多瑶民暴动。此次暴动迅速得到龙胜，灌阳，兴安，全县和湖南永明，江华，道县等地瑶民的相应，声势浩大。兴安县城的对外交通被切断，灌阳，全县城受到攻击，龙胜暴动瑶民在县城外仅5华里的地方扎下营寨，准备攻城。其他如灵川，象州，荔浦等地的瑶民也奔走相告，准备起事。
新桂系面对桂东北瑶民的大规模暴动，迅速改变策略，改抚为剿。立即勒令新桂系之嫡系护党救国军第七军军长廖磊，统一指挥桂东北瑶乱地区所有民团，要求“暴乱者无论瑶汉，一律勒缴枪支刀矛”，“聚众不散，实行痛剿”。同时赶印传单10万份，以3架飞机散布于桂东北各县，进行分化瓦解。
2月20日，兴安县城受到周边瑶民数千人的攻击。兴安县长急电桂林求救。桂林驻军第七军周祖晃师派出一个营乘汽车赶往兴安救援，将瑶民打散。2月22日，龙胜，灌阳，资源，金秀等县纷纷来电求救。第七军即以副市长陈恩元为指挥，率步兵三个营，迫击炮两连，机枪两连奔赴兴安，随后分赴各县救援。桂林民团区指挥官张淦也率领正规军一连，三个中队民团会剿。后因兵力不足，新桂系又增派桂林民团指挥部参谋长虞世熙率三个中队的民团前往龙胜助剿。
3月初，由于前期投入之兵力不足，瑶民暴动难以平息，各地驻军，民团疲于奔命，新桂系决定增调正规军。3月2日，第七军军长廖磊亲自到达桂林指挥镇压，出动第七军第十九师。分别以团级兵力为主要进攻力量，负责清剿一县。第七军警卫团驻防桂林警卫，苏祖馨率领一团兵力负责肃清灌阳的瑶民反抗武装，封传壁率领一团负责清剿兴安，灵川，虞世熙率三个中队的民团负责龙胜方向，张淦以一连正规军和三中队民团的兵力清剿全县、灌阳。在大兵压境之下，至4月1日，各县瑶民暴动基本被镇压。

## 影响
暴动瑶民的伤亡数不详，由于瑶民武器简陋，不是砂枪鸟銃，就是土制刀矛，甚至直接使用工农用具。面对新桂系嫡系部队的镇压，瑶民伤亡必然不轻。广西省政府发布文告称“死者数千以上，冻饿而死者不计其数”。房屋破坏达数万间。因为瑶民暴动多将工农用具直接使用作武器，在镇压中不是被收缴就是丢失，因此造成瑶民身无一物之惨境。事后，广西省政府拨款数万赈济瑶民，并且免收瑶区租税数年，以减轻瑶民负担。同时亦完善民团制度，设立“工赈委员会”，以雇佣瑶民修造道路为名，行赈济之实，以防瑶民因无物无钱而冻饿而死。这些政策一定程度的缓解了汉瑶矛盾。
新桂系曾经在瑶变初起时攻击中国共产党参与其事，但并无实质证据。当代的一些史学研究者也以瑶民组织松散，技战术意识低下，各地无横向联系等一系列理由，认为金秀瑶变属于瑶民自发暴动，期中并无共产党或其他政治力量参与其中。